# Inceptisol

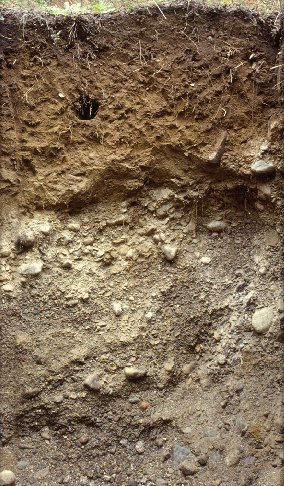
Inceptisol

Als Inceptisol bezeichnet man gemäß der USDA Soil Taxonomy junge Böden mit sehr schwach ausgebildetem vertikalen Profil. Sie kommen sowohl in tropischen als auch in gemäßigten Breiten vor und finden sich besonders häufig in Europa und den Mündungsgebieten großer Flüsse wie zum Beispiel dem Ganges-Delta, wo auf ihnen Reis angebaut wird. Im Gebirge, wo sie sich häufig auf steilen Abhängen finden, werden diese Böden hauptsächlich forstwirtschaftlich genutzt.
Die Fruchtbarkeit und der pH-Wert eines Inceptisols sind sehr variabel. Horizonte haben sich erst schwach entwickelt, nur Entisole besitzen eine noch geringere Differenzierung. Mit der Zeit lagert sich organisches Material im obersten Horizont ab, der dadurch dunkler wird und sich vom darunter liegenden Horizont abgrenzt.
Etwa 12,8 Millionen Quadratkilometer der Erdoberfläche oder etwa 10 Prozent der eisfreien Landfläche sind mit Inceptisolen bedeckt.

## Klassifikation
Man unterscheidet insgesamt sechs Unterordnungen:
- Aquept
- Gelept
- Cryept
- Ustept
- Xerept
- Udept